# Estadio Lic. Erico Galeano Segovia
Het Estadio Lic. Erico Galeano Segovia is een multifunctioneel stadion in Capiatá, een stad in Paraguay. Tot 18 februari 2015 heette dit stadion Estadio del Deportivo Capiatá.
Het stadion wordt vooral gebruikt voor voetbalwedstrijden, de voetbalclub Deportivo Capiatá maakt gebruik van dit stadion. Het stadion werd ook gebruikt voor een aantal wedstrijden op het Zuid-Amerikaans kampioenschap voetbal onder 17 van 2015.  In het stadion is plaats voor 15.000 toeschouwers. Het stadion werd geopend in 2008.